# Aliturus maculatus
Aliturus maculatus é uma espécie de coleóptero da subfamília Philinae. Que ocorre apenas em Madagascar.